# Pécsudvard
Pécsudvard é um município da Hungria, situado no condado de Baranya. Tem 8,43 km² de área e sua população em 2019 foi estimada em 798 habitantes.